# Кукла (фильм, 2002, США)
«Кукла» (англ. Dummy) — американский романтический комедийно-драматический фильм 2002 года, снятый Грегом Притикиным по его же сценарию. Главные роли исполнили Эдриен Броуди, Милла Йовович и Вера Фармига.

## Сюжет
Стивен — недавно ставшим безработным неудачник, которому трудно выражать себя на людях. Неожиданно он обнаруживает в себе доселе скрытые способности к чревовещанию. Лучшая подруга Стивена — его бывшая однокурсница Фанни, начинающая певица панк-рока, столь же странная и не добившаяся в жизни ровным счётом ничего. Семья Стивена не одобряет его нового увлечения, что лишь усиливает неуверенность молодого человека в себе и своих силах. Несмотря на это, благодаря своему новообретённому таланту Стивен обнаруживает, что он может преодолеть свои социальные проблемы с помощью своей куклы, а также решает попытаться произвести впечатление и завоевать сердце обаятельной матери-одиночки Лорены Фанчетти. Фанни тем временем находит своё призвание в клезмерской музыке.

## В ролях
- Эдриен Броуди — Стивен Шойкет
- Милла Йовович — Фангора «Фанни» Гуркель
- Вера Фармига — Лорена Фанчетти
- Иллеана Дуглас — Хайди, сестра Стивена
- Джаред Харрис — Майкл
- Джессика Уолтер — Ферн Шойкет
- Рон Либман — Лу Шойкет
- Хелен Хэнфт — мать Фанни

## Производство
В мае 2000 года Variety сообщил, что Броуди и Йовович сыграют ведущие роли в будущем фильме Притикина. В следующем месяце было объявлено, что Иллеана Дуглас присоединилась к актёрскому составу в роли второго плана. Чуть позднее в каст были добавлены Вера Фармига, Рон Либман, Джаред Харрис и Джессика Уолтер.
Броуди, у которого ранее не было опыта работы чревовещателем, исполнял все выступления самостоятельно под руководством чревовещателя и кукольника Алана Семока.
Основные съёмки проходили в Нью-Йорке, Уэйне (штат Нью-Джерси) и на Лонг-Айленде в июле и августе 2000 года.

## Восприятие
«Кукла» получила в основном положительные отзывы кинокритиков. На Rotten Tomatoes фильм имеет рейтинг одобрения 71 % на основе 34 отзывов со средней оценкой 6,15/10. Консенсус сайта гласит: «Это милая семейная комедия, которая добилась успеха благодаря очаровательной игре, даже если конечный продукт кажется слегка недоваренным».
Грег Притикин был награждён призом жюри на Международном кинофестивале в Санта-Барбаре.
Дэйв Керр из New York Times оценил фильм в 3 балла из 5, отметив в целом удачную игру Броуди, Йовович и Уолтер. Эд Гонсалес (Slant Magazine) столь же высоко оценивает исполнение Джессики Уолтер, похвалив также игру Иллеаны Дуглас. По его мнению, «„Кукла“ утопает в той же пригородной рутине, что и неуклюжая и невыносимо однообразная „С любовью, Лайза“ Тодда Луизо». В то же время Гонсалес положительно отмечает ряд диалогов и комедийную составляющую сюжета.